# BYD e5
La BYD e5 è un'autovettura elettrica prodotta dalla casa automobilistica cinese BYD Auto dal 2015.

## Descrizione
L'e5 monta una batteria al litio-ferro-fosfato da 65 Ah (LiFePO 4), che è in grado di garantirle un'autonomia di 220 km e una velocità massima di 150 km/h. Le vendite sono iniziate in Cina nel settembre 2015.
Nel 2016 è stata lanciata una versione con autonomia incrementata a 300 km chiamata BYD e5 300, che condivide molte componenti con la BYD Qin EV300.